# Risetenpass
Der Risetenpass (2189 m ü. M.) ist ein Gebirgspass der Glarner Alpen. Er liegt an der Grenze zwischen den Schweizer Kantonen Glarus und St. Gallen und verbindet Matt (Chrauchtal, Sernftal, Kanton Glarus) und Weisstannen (Kanton St. Gallen).
Der Bergweg über den Pass führt von der Alp Obersiez (Weisstannental) zwischen Fulen (2415 m ü. M.) und Risetenhoren (2357 m ü. M.) ins Chrauch- und Sernftal.

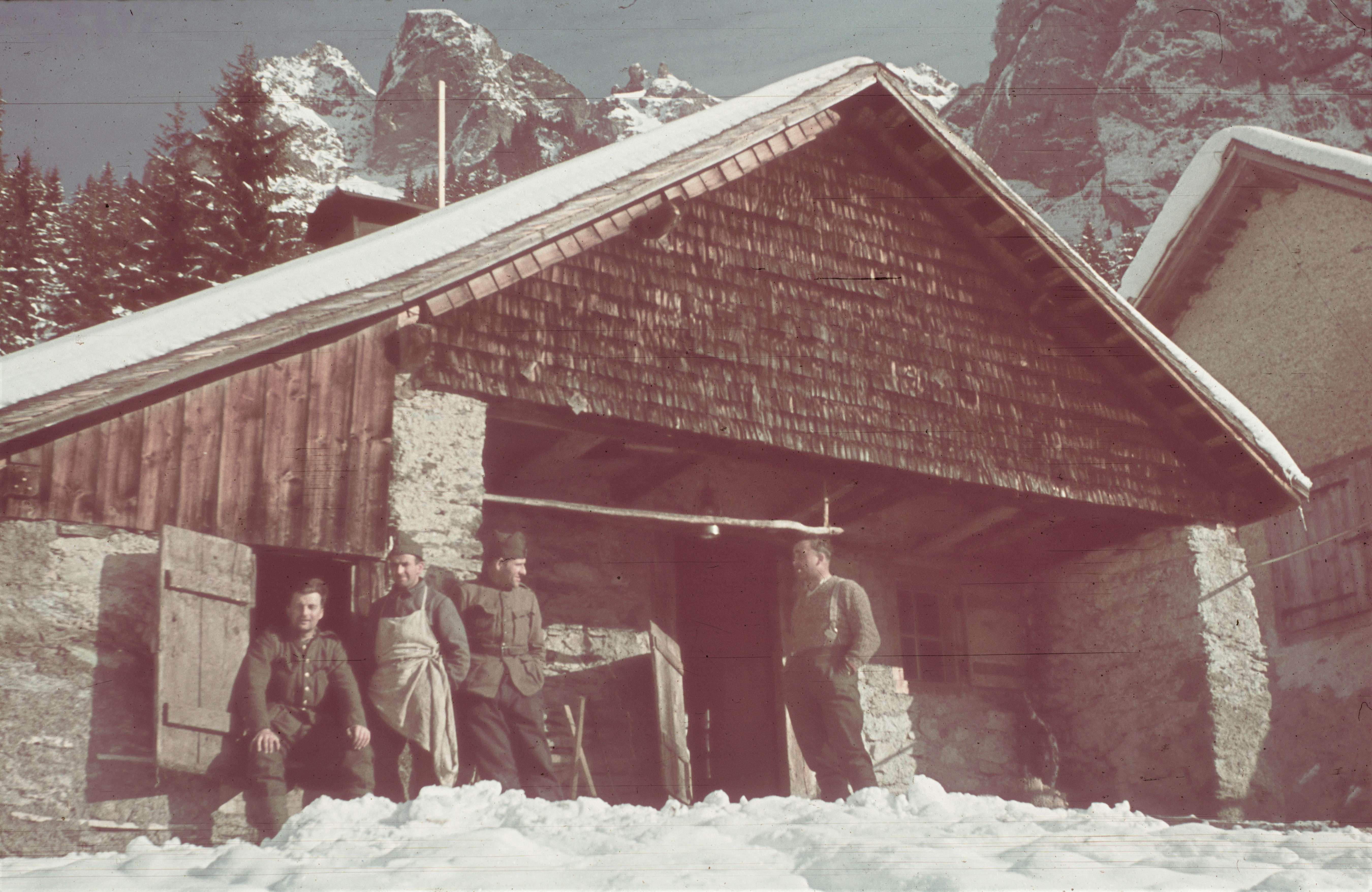
Militärküche Unterriseten

Während des Zweiten Weltkriegs wurde der Pass als Teil der Rochadeachse im Falle einer nachhaltigen Zerstörung der Kerenzerbergachse (Strasse und Bahn) mit Militärseilbahnen wintersicher ausgebaut und im Frühjahr 1941 fertiggestellt. Er sollte zusammen mit dem Pragelpass den Munitions- und Verpflegungsnachschub für das Festungsgebiet Sargans aus dem Zentralraum sowie den Transport von Verwundeten vom Militärspital Lochezen in Innerschweizer Militärspitäler ermöglichen.
Die erste Sektion der fünf Kilometer langen Militärseilbahn MSB100 wurde von Unterstafel/Unterrisetenalp (1393 m ü. M.) (Talstation)⊙ zum Risetenpass (Berg- und Umladestation)⊙ errichtet. Von dort führte die zweite Sektion über Plattnerboden (Mast) nach Walabütz/Untersäss (Talstation) (1330 m ü. M.)⊙ im Weisstannental.